# Luis Enrique Erro Soler
Luis Enrique Erro Soler (CDMX, 7 de enero de 1897 - ibídem, 18 de enero de 1955) fue un reconocido astrónomo y escritor mexicano, hijo de los emigrantes españoles Luis Erro y Filomena Soler de Erro. Fue una importante figura de la creación del Instituto Politécnico Nacional y del Observatorio Astrofísico Nacional de Tonantzintla (OANTON), precursor del actual Instituto Nacional de Astrofísica, Óptica y Electrónica (INAOE).
Cursó estudios en las Facultades de Ingeniería Civil, Contabilidad y en la Escuela de Altos Estudios, actual Facultad de Filosofía y Letras, perteneciente a la UNAM
Realizó también estudios de posgrado en el Observatorio de la Universidad de Harvard, así como en las de Cambridge y Massachusetts.
Durante la gestión de Narciso Bassols al frente de la Secretaría de Educación Pública, Luis Enrique Erro fue nombrado jefe del Departamento de Enseñanza Técnica, cargo en el que permaneció hasta 1934.
La tarea educativa que desarrolló le condujo a ser uno de los creadores del Instituto Politécnico Nacional en 1936, desempeñando desde entonces la función de dirigir este departamento, además de ser colaborador del presidente Lázaro Cárdenas del Río.
En 1940, el presidente Manuel Ávila Camacho lo invita a colaborar en su gobierno, y le propone fundar un observatorio, el cual fue establecido en Tonantzintla, Puebla. El lugar fue elegido debido a las favorables condiciones atmosféricas, la latitud del lugar (19° 1') y por encontrarse alejado de la contaminación lumínica, lo que permite realizar observaciones astronómicas. El Observatorio Astrofísico Nacional de Tonantzintla fue inaugurado el 17 de febrero de 1942. 
En 1940 es elegido presidente de la Comisión de Educación Pública en la XXXVI legislatura, donde tuvo la responsabilidad de la reforma del artículo tercero, "La Educación Socialista".
En 1947 Luis Enrique Erro renuncia a la dirección del observatorio y regresa a la Ciudad de México, en donde se dedica a escribir artículos astronómicos para el periódico Excélsior.
Debido a un grave problema en el corazón, fue internado durante varias semanas, pero aprovechó la situación para escribir su famosa novela Los pies descalzos, donde hizo una brillante exposición costumbrista de la actividad revolucionaria de Emiliano Zapata.
Después de haber escrito su obra, Luis Enrique Erro muere el 18 de enero de 1955, a los 58 años.

## Honores
- La obra astronómica de Luis Enrique Erro mereció el reconocimiento internacional, no solo en su época, sino también en la actualidad, pues la Unión Astronómica Internacional, en homenaje póstumo, inmortalizó su nombre utilizándolo para designar el cráter lunar Erro, ubicado en las coordenadas lunares latitud 6° Norte, longitud 98° Este.

- El Instituto Politécnico Nacional, también en homenaje póstumo, levantó dos monumentos físicos a Luis Enrique Erro: la Escuela Técnica Comercial, hoy CECyT "Luis Enrique Erro", y el Planetario Luis Enrique Erro, cuya función primordial es la enseñanza de la astronomía a la juventud mexicana.

- En la Escuela Superior de Comercio y Administración unidad Tepepan (ESCA Tepepan) el aula de computación para profesores lleva su nombre.

- Igualmente, en la Alcaldía Coyoacán, CDMX, la Escuela Secundaria Técnica número 43 fue nombrada "Luis Enrique Erro".